# Bainghen
Bainghen (ndl.: Baiengem) ist eine französische Gemeinde mit 214 Einwohnern (Stand: 1. Januar 2022) im Département Pas-de-Calais in der Region Hauts-de-France; sie gehört zum Arrondissement Calais (bis 2017: Arrondissement Boulogne-sur-Mer) und zum Kanton Calais-2.

## Geografie
Die Gemeinde Bainghen liegt im Regionalen Naturpark Caps et Marais d’Opale, etwa 16 Kilometer südlich von Calais und 20 Kilometer östlich von Boulogne-sur-Mer. Nachbargemeinden von Bainghen sind Herbinghen im Norden, Hocquinghen im Osten, Surques im Osten und Süden, Longueville im Südwesten sowie Nabringhen im Südwesten und Westen.

## Bevölkerungsentwicklung
| Jahr                       | 1962 | 1968 | 1975 | 1982 | 1990 | 1999 | 2006 | 2013 | 2022 |
| -------------------------- | ---- | ---- | ---- | ---- | ---- | ---- | ---- | ---- | ---- |
| Einwohner                  | 158  | 135  | 130  | 122  | 135  | 126  | 142  | 203  | 214  |
| Quellen: Cassini und INSEE |      |      |      |      |      |      |      |      |      |

## Sehenswürdigkeiten
- Kirche Saint-Martin aus dem 19. Jahrhundert

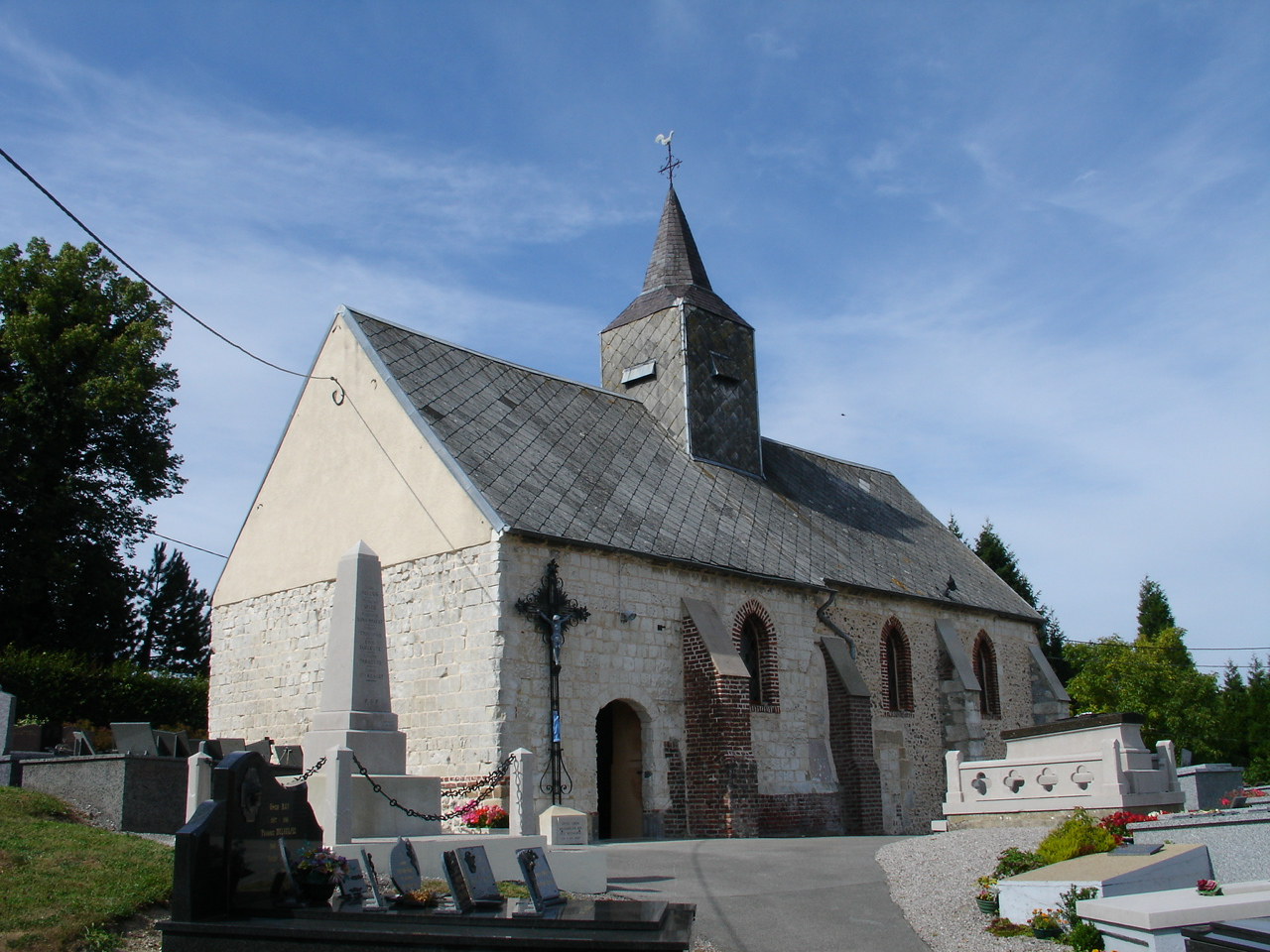
Kirche Saint-Martin

- Burgruine